# Государство Бирма
Государство Бирма — государство, образованное на оккупированной войсками Японии территории Бирмы. Существовало с 1 августа 1943 по 27 марта 1945.

## Предыстория
В начале Второй мировой войны Японская империя вторглась в Британскую Бирму, в основном с целью получения сырья (в том числе нефти с полей около Енанджауна, кроме того минерального сырья и крупных поставок риса), а также для перекрытия бирманской дороги, являвшейся основным путём британских поставок подкреплений и снаряжения китайским национальным силам Чан Кайши, которые сражались с Японией.
Японская 15-я армия под предводительством генерал-лейтенанта Ииды Сёдзиро быстро заняла Бирму в январе-мае 1942 года. Японцы поспособствовали формированию Армии независимости Бирмы, которая поддерживала Японию в этой кампании. Командование бирманских сил сформировало временное правительство в некоторых областях страны весной 1942 года, однако у них были разногласия с японским руководством по поводу будущего Бирмы. Несмотря на то, что полковник Судзуки Кэйдзи призывал Армию независимости сформировать временное правительство, японское военное командование никогда формально не давало на это своего согласия, а японское правительство ограничивалось туманными обещаниями независимости после окончания войны. Однако 1 августа 1942 года в Рангуне была сформирована подчинённая японскому военному командованию Бирманская исполнительная администрация для решения повседневных задач и удовлетворения гражданских нужд. Главой временной администрации был доктор Ба Мо, известный адвокат и политический заключенный в британские времена.

## В составе Великой восточноазиатской сферы взаимного процветания
Так как военная ситуация постепенно складывалась не в пользу Японии, японское правительство решило, что Бирма и Филиппины должны стать полностью независимыми странами в рамках Великой восточноазиатской сферы взаимного процветания взамен исходного плана, согласно которому независимость должна была быть предоставлена только после завершения войны. Премьер-министр Японии Хидэки Тодзио пообещал, что независимость Бирме будет предоставлена в течение года с 28 января 1943 года при условии, что Бирма объявит войну Великобритании и США. Японское правительство полагало, что это действительно заинтересует Бирму в победе нацистского блока в войне, создавая противодействие возможной повторной колонизации западными державами и увеличивая военную и экономическую поддержку Бирмой японских военных усилий.
8 мая 1943 года был сформирован комитет подготовки независимости Бирмы (англ. Burma Independence Preparatory Committee) во главе с Ба Мо. 1 августа 1943 года Бирма объявила о создании независимого Государства Бирма, и японское военное правительство Бирмы было официально распущено. Новое государство быстро объявило войну Великобритании и США и заключило союзный договор с Японией. Ба Мо стал «Naingandaw Adipadi» (главой государства) Бирмы с широкой властью, согласно новой конституции.

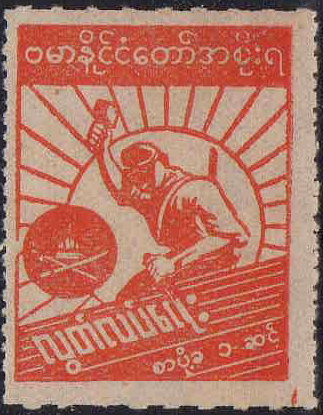
Памятная марка в честь создания государства Бирма (1943)

Первый кабинет министров Государства Бирма состоял из:
- доктор Ба Мо, премьер-министр (в дополнение к посту главы государства)
- Такин Мья, заместитель премьер-министра
- Ба Вин, министр внутренних дел
- Такин Ну, министр иностранных дел
- Доктор Тейн Монг, министр финансов (после того, как он был назначен послом Бирмы в Японии, его заменил У Сет)
- Аун Сан, министр обороны
- Тейн Монг, министр юстиции
- Хла Мин, министр образования и здоровья
- Такин Тан Тун, министр сельского хозяйства (позже стал министром транспорта)
- У Мья, министр торговли и промышленности
- Такин Лай Монг, министр коммуникаций и ирригации
- Бандула У Сеин, министр благосостояния и гласности
- Тун Аун, министр взаимодействия с Японией
- Такин Лун Ба, министр восстановления общественных сооружений

25 сентября 1943 года Япония, как и обещала, передала Бирме все государства Шан кроме Kengtung и Mongpan, которые к тому моменту уже отдали Таиланду. Ба Мо посетил конференцию Великой Восточной Азии, которая проходила 5-6 ноября 1943 года в Токио.
Хотя Бирма теперь и стала формально независимой, её возможности проявлять свой суверенитет были в значительной степени ограничены военными договорами с Японией и присутствием значительных сил императорской армии Японии, которая продолжала действовать самовольно, несмотря на то, что Япония уже официально не имела контроля над Бирмой.
В течение 1943 и 1944 годов Национальная армия Бирмы установила контакты с другими политическими группами в Бирме, включая коммунистическую партию Бирмы, которая действовала подпольно. В конце концов была сформирована организация народного фронта под названием Антифашистская организация (англ. Anti-Fascist Organisation, AFO) с Thakin Soe во главе. С помощью коммунистов и спонсируемой Японией армии обороны Аракана (англ. Arakan Defence Army) бирманцы наконец смогли установить контакт с Force 136 — отделением британской разведки в Индии. Первые контакты всегда были непрямыми. Force 136 также могла связываться с членами каренской части национальной армии Бирмы в Рангуне.
В декабре 1944 года национальная армия Бирмы (BNA) установила контакт с антигитлеровской коалицией, указывая на свою готовность перейти на её сторону, начав национальное восстание, которое включало бы силы BNA. Однако Британия, имевшая значительные резервы для снабжения BNA, выступала против этого, считая, что момент выбран неудачно. Первое возглавленное BNA восстание против Японии произошло в начале 1945 года в центральной Бирме.
27 марта 1945 года остатки BNA организовали парад в Рангуне и отправились якобы на помощь японской армии в боях в Центральной Бирме против вторгающихся сил союзников. Вместо этого 27 марта BNA открыто объявила войну Японии. Аун Сан и впоследствии другие начали переговоры с Луисом Маунтбеттеном, официально присоединились к антигитлеровской коалиции как Патриотические Бирманские Силы (англ. Patriotic Burmese Forces, PBF). Без поддержки BNA правительство Государства Бирма быстро пало, и Ба Мо бежал через Таиланд в Японию, где  был арестован и содержался в тюрьме Сугамо в Токио до 1946 года.

## См.также
- Бирманская кампания
- Бирманская операция (1942)
- Бирманская операция (1942—1943)
- Бирманская операция (1944—1945)